# Pierre (pingvin)
Pierre, född 1983, död i maj 2016, var en sydafrikansk pingvin. Han blev känd för att vara den första pingvinen (och troligen första fågel) som fick en skallig del av kroppen återställd. Han bodde på California Academy of Sciences i San Francisco.